# Benjamin iz Tutere
Benjamin iz Tutere (baskijski:Benjamin Tuterakoa, hebrejski: בִּנְיָמִין מִטּוּדֶלָה, arapski: بنيامين التطيلي, (Tutera-Tudela, (Kraljevina Navarra) ,1130. – 1173.) bio je srednjovjekovni židovski putnik koji je posjetio brojna područja Europe, Azije i Afrike u 12. stoljeću i o tome ostavio svjedočanstvo u obliku putopisa. Njegovi detaljni opisi zapadne Azije su preko sto godina prethodili mnogo poznatijem putopisu Marka Pola. Oboružan širokim obrazovanjem i poznavanjem brojnih jezika, Benjamin iz Tutere postao je važna ličnost srednjovjekovnog zemljopisa i židovske povijesti.
O njegovom ranom životu se malo zna, osim da je bio rodom iz navarskog grada Tudela (baskijski:Tutera)  gdje po njemu danas nosi ime aljama (bivša židovska četvrt).
Benjaminova putovanja su važno djelo ne samo zbog opisa židovskih zajednica, nego i kao pouzdan izvor za zemljopis i etnografiju srednjog vijeka; mnogi moderni historičari upravo Benjaminu pripisuju najpouzdaniji i najtočniji prikaz svakodnevnog života u tom dobu. Tekst je originalno napisan na hebrejskom, ali je preveden na latinski, a potom na sve važnije europske jezike. Posebnu je pozornost stekao od strane renesansnih učenjaka u 16. stoljeću.